# العامرية (بغداد)
العامرية أو عامرية بغداد، منطقة في العاصمة العراقية تقع في الكرخ على الحدود الغربية لبغداد. العامرية منطقة جديدة نسبيا حيث بدأ العمران فيها في نهاية الستينيات من القرن العشرين وتقع بين طريقين رئيسين يخرجان من بغداد: طريق المطار وطريق أبوغريب المؤدي إلى مدينة ابو غريب ومنها إلى المنطقة الغربية من العراق. بسبب موقعها الغربي، إختارها العديد من العرب السنة التي تعود قبائلهم إلى المنطقة الغربية في العراق للسكن وذلك لقربها من مراكز عشائرهم في محافظة الأنبار. نسبة عالية جدا من سكانها من عشائر الكبيسي والدليم وزوبع[ ؟ ] ويوجد أعداد صغيرة من المسيحيين والأكراد.

## التسمية
سميت ضاحية العامرية بهذا الاسم نسبة إلى الأرض التي بنيت عليها والتي كانت مملوكة لعشيرة البو عامر في أوائل القرن السادس عشر ميلادي. تقع بين مناطق الخضراء والأطباء والغزالية وأبو غريب، يتخللها شارعين هما العمل الشعبي والمنظمة، تحوي على عدد كبير من المنازل الفخمة ذات الحدائق الغناء. وفيها تسعة جوامع هي الإخوة الصالحين والحسنين وملوكي والمصطفى والفردوس(التكريتي) والعباس والكبيسي والغفور والسلام، وتحتوي على مصرف ومخازن أدوية تتبع شركة تصنيع أدوية سامراء، يوجد فيها دائرة تتبع وزارة الري وأخرى لوزارة الزراعة.

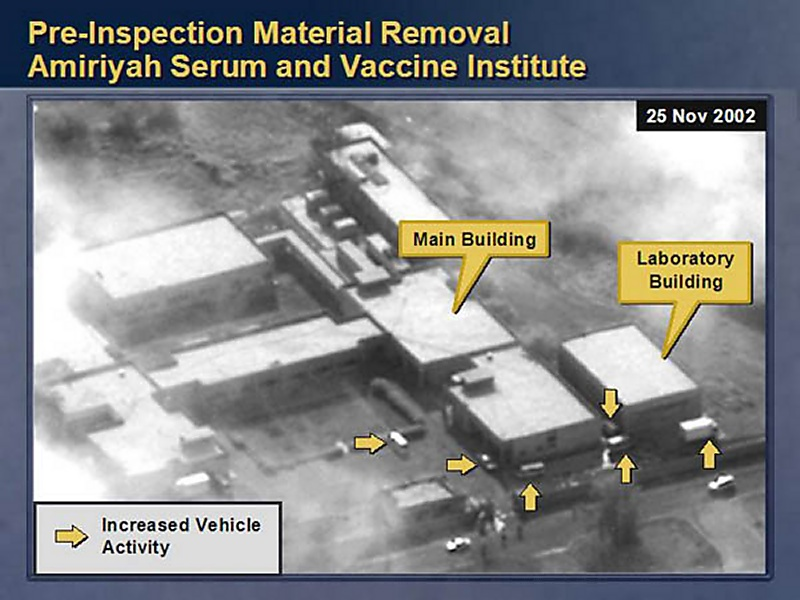
معهد المصول واللقاح في العامرية كما التقطه قمر أستطلاع أمريكي في نوفمبر 2002

## الوضع بعد غزو العراق 2003
العامرية تشهد اضطرابات أمنية عديدة منذ الغزو الأمريكي للعراق وتعتبر أكثر مناطق بغداد خطرا وهي من المناطق التي قرر الأمريكان عزلها بواسطة جدار فاصل. في أواخر أيار وأوائل حزيران من العام 2007 حدثت في العامرية اشتباكات بين مسلحين ينتمون إلى تنظيم القاعدة وآخرين ينتمون للجيش الإسلامي في العراق. استقر الوضع الأمني في العامرية بعد سيطرة قوات (فرسان الرافدين) على الملف الأمني في العامرية وهي قوة تم تشكيلها من أبناء المنطقة بتعاون مع شيوخ عشائر الأنبار. وسجل المراقبون عودة قوية للحياة في العامرية تمثلت في كثرة عدد المتاجر التي فتحت أبوابها للمتسوقين وتزامنت مع كثافة الراغبين في السكن بالعامرية. حاليا يوجد في العامرية 4500 عائلة سنية مهجرة. تحتوي المدينة على ملجأ العامرية الذي قصفته القوات الأمريكية عام 1991 وقتل فيه أكثر من 400 امراة وطفل وشيخ كبير، وكان العراق يستذكر هذه المناسبة في يوم 13 شباط من كل عام، ولكن بعد الغزو الأمريكي عام 2003 تم إلغاء هذه المناسبة. حتى شباط عام 2011 حين قرر اهالي العامريه الابطال وبالتعاون مع قوات الجيش العراقي الباسل باستذكار هذه المناسبة الاليمه باقامه حفل تابيني والدعاء لشهداء هذه المجزره وقد تقرر اعاده احياء هذه المناسبة في كل عام. تنفرد العامرية بوضع خاص عن بقية مناطق العراق حيث تعمد القوات الأمنية إلى سحب البطاقات التعريفية لكل زائر للمنطقة من غير اهلها وتعيده اليهم بعد خروجهم منها، بالإضافة إلى التفتيش اليدوي لكل شخص أو سيارة تدخل إلى منطقة العامرية، الامر الذي ولد معاناة كبيرة لاهالي المدينة.

## المساجد في منطقة العامرية
- جامع العباس
- جامع المصطفى
- جامع ملوكي
- جامع حمود ذياب جمعه الكبيسي
- جامع الفردوس (التكريتي)
- جامع السلام
- جامع الحسنين (شوقي الكبيسي)
- جامع الإخوة الصالحين[5]